# オッドーネ・ディ・サヴォイア
オッドーネ・ディ・サヴォイア（Oddone  di Savoia, 1010/20年 - 1057年）は、サヴォイア伯、アオスタ伯、トリノ辺境伯（Marca di Torino）、モーリエンヌ伯（在位：1051年 - 1057年）。先代アメデーオ1世の弟で、先々代ウンベルト1世ビアンカマーノの四男。

## 生涯
本来は爵位を継ぐ立場になかったが、長兄アメデーオ1世が男子継承者を持たずに没し、2人の兄も聖職者になっていたために伯位を継承する幸運を得た。オッドーネはフランク王国時代のネウストリア王国に由緒を持つトリノ女伯アデライデ（トリノ伯オルデリーコ・マンフレーディ2世娘）と結婚しており、彼の爵位継承でサヴォイア家は大きく領土を拡大した。サヴォイア家は現在のイタリア・フランス国境に領土を持っていたが、オッドーネは積極的にイタリアでの領土拡大を進め、ピエモンテ地方の大部分を獲得するに至った。
長女ベルタは後にザーリアー朝のローマ皇帝ハインリヒ4世の妃に選ばれてハインリヒ5世を生んだため、オッドーネはハインリヒ5世の祖父としてオットー・フォン・ザヴォイエン（Otto von Savoyen）とドイツ名で呼ばれることもある。一方、次女のアデライデ2世はハインリヒ4世の政治的ライバルだったシュヴァーベン公ルドルフに嫁いでいる。
オッドーネとアデライデの間には以下の子供が生まれた。
- 長男：ピエトロ1世 - 第4代サヴォイア伯
- 次男：アメデーオ2世 - 第5代サヴォイア伯
- 三男：オッドーネ2世 - アスティ司教
- 長女：ベルタ - ローマ皇帝ハインリヒ4世妃
- 次女：アデライデ2世 - シュヴァーベン大公・対立ローマ王ルドルフ・フォン・ラインフェルデン妃

1057年の死後は長男ピエトロ1世が後を継いだ。